# Осовецкий сельсовет (Минская область)
Осовецкий сельсовет — административная единица на территории Любанского района Минской области Республики Беларусь.

## Состав
Осовецкий сельсовет включает 15 населённых пунктов:
- Заельное — деревня.
- Зеленки — деревня.
- Костеши — деревня.
- Криваль — деревня.
- Навгольное — деревня.
- Озломль — деревня.
- Осовец — агрогородок.
- Пекличи — деревня.
- Переспа — деревня.
- Пласток — деревня.
- Плюсна — деревня.
- Тройчаны — деревня.
- Трубятино — деревня.
- Чабусы — деревня.
- Яминск — деревня.

## Производственная сфера
СПК «Осовец-агро»